# Andreas Awraam
Andreas Awraam (gr. Ανδρέας Αβρααμ, ur. 6 czerwca 1987 w Larnace) – cypryjski piłkarz grający na pozycji lewego obrońcy lub pomocnika. Od 2017 roku jest zawodnikiem klubu AEL Limassol.

## Kariera klubowa
Karierę piłkarską Awraam rozpoczął w klubie Omonia Aradipu. W 2005 roku awansował do kadry pierwszego zespołu i w sezonie 2005/2006 zadebiutował w jego barwach w drugiej lidze cypryjskiej. Na początku 2006 roku odszedł do pierwszoligowego Apollonu Limassol. W Apollonie grał do końca sezonu 2009/2010, w którym z klubem z Limassolu zdobył Puchar Cypru.
Latem 2010 roku Awraam przeszedł z Apollonu do Omonii Nikozja. Zadebiutował w niej 30 sierpnia 2010 w wygranym 2:1 wyjazdowym meczu z AEK Larnaka. Wraz z Omonią zdobył Superpuchar Cypru (latem 2010) oraz Puchar Cypru w 2011.
W 2013 roku Awraam został zawodnikiem Anorthosisu Famagusta. W 2016 trafił do AE Larisa.
| Sezon   | Klub                 | Kraj   | Rozgrywki                 | Mecze | Bramki |
| ------- | -------------------- | ------ | ------------------------- | ----- | ------ |
| 2005/06 | Omonia Aradipu       | Cypr   | Protathlima B’ Kategorias | ?     | ?      |
| 2006/07 | Omonia Aradipu       | Cypr   | Protathlima B’ Kategorias | 16    | 7      |
| 2006/07 | Apollon Limassol     | Cypr   | Protathlima A’ Kategorias | 7     | 0      |
| 2007/08 | Apollon Limassol     | Cypr   | Protathlima A’ Kategorias | 12    | 1      |
| 2008/09 | Apollon Limassol     | Cypr   | Protathlima A’ Kategorias | 24    | 5      |
| 2009/10 | Apollon Limassol     | Cypr   | Protathlima A’ Kategorias | 31    | 10     |
| 2010/11 | Omonia Nikozja       | Cypr   | Protathlima A’ Kategorias | 28    | 1      |
| 2011/12 | Omonia Nikozja       | Cypr   | Protathlima A’ Kategorias | 25    | 3      |
| 2012/13 | Omonia Nikozja       | Cypr   | Protathlima A’ Kategorias | 4     | 1      |
| 2012/13 | Anorthosis Famagusta | Cypr   | Protathlima A’ Kategorias | 8     | 0      |
| 2013/14 | Anorthosis Famagusta | Cypr   | Protathlima A’ Kategorias | 21    | 2      |
| 2014/15 | Anorthosis Famagusta | Cypr   | Protathlima A’ Kategorias | 21    | 4      |
| 2015/16 | Anorthosis Famagusta | Cypr   | Protathlima A’ Kategorias | 25    | 3      |
| 2016/17 | AE Larisa            | Grecja | Superleague Ellada        | 23    | 2      |

## Kariera reprezentacyjna
W reprezentacji Cypru Awraam zadebiutował 19 listopada 2008 roku w wygranym 2:1 towarzyskim meczu z Białorusią, w którym zdobył gola. W swojej karierze grał już w eliminacjach do MŚ 2010, a obecnie gra w eliminacjach do Euro 2012.